# بیل عمرانی
بیل عمرانی (عربی: عبد السلام بلال عمراني؛ زادهٔ ۲ ژوئن ۱۹۹۳) بازیکن فوتبال اهل فرانسه است، که سابقه بازی در المپیک مارسی را دارد.   
از باشگاه‌هایی که در آن بازی کرده‌است می‌توان به باشگاه فوتبال المپیک مارسی و باشگاه فوتبال سی‌اف‌آر کلوژو (
دوچرخه سواران افریقا) اشاره کرد.
وی همچنین در تیم‌های ملی فوتبال زیر ۱۷ سال فرانسه، زیر ۱۸ سال فرانسه، و زیر ۱۹ سال فرانسه بازی کرده‌است.